# 幽霊島 (映画)
『幽霊島』（ゆうれいとう、Captain Clegg、別題：Night Creatures）は、1962年のイギリスのホラー映画。ハマー・フィルム・プロダクション製作。監督はピーター・グレアム・スコット、出演はピーター・カッシングとイヴォンヌ・ロメインなど。18世紀イギリスの圧政に苦しむ寒村を舞台に、窮乏する村人を救うために酒の密輸を指揮する牧師とその因縁を描いている。

## ストーリー
海賊のクレッグは、妻殺しの罪で部下の舌を切り、島流しにする。
それから幾年かして、イギリス軍の軍艦の艦長を務めるコリヤーは、酒の密輸の取り締まりのため、この人物を連れて、イギリスのとある寒村を訪れる。クレッグの部下は、地元の牧師のブライスをにらんだ後、クレッグの墓をみてパニックに陥る。
いくつかの騒動の末、この人物はブライスを襲った後、棺桶屋に殺される。そしてブライスの正体がクレッグであり、酒の密輸を通じて村人たちに富を与えていたことが判明する。

## キャスト
※括弧内は日本語吹替（TBS版）
- ブライス牧師/海賊クレッグ: ピーター・カッシング（中村正）
- イモジーン: イヴォンヌ・ロメイン（英語版）（此島愛子） - 酒場の女。
- コリヤー艦長: パトリック・アラン（小林修）
- ハリー: オリヴァー・リード（中田浩二） - 地主の息子。イモジーンの恋人。
- ミップス: マイケル・リッパー（英語版） - 棺桶屋。

## 作品の評価
オールムービーにおいてドナルド・グアリスコは「ハマー・フィルム・プロダクションの最高傑作の1つ」とし、想像力豊かな脚本と生き生きした登場人物たちのキャラクター造形を称賛している。